# Список умерших в 927 году

## Январь
- 13 января — Бернон Клюнийский, католический святой, монах-бенедиктинец, первый аббат Клюни[1].

## Май
- 27 мая — Симеон I, князь Болгарии c 893 года, с 918 года — царь[2].

## Октябрь
- Миро II, граф Сердани и Конфлана (897—927) и граф Бесалу (под именем Миро I) (между 913 и 920—927), представитель Барселонской династии[3].

## Дата смерти неизвестна или требует уточнения
- Акфред, герцог Аквитании, граф Оверни, Макона и Буржа (926—927)[4].
- Алогоботур, болгарский аристократ и военачальник.
- Аль-Ахфаш аль-Асгар, арабский грамматист[5].
- Бьёрн Мореход, конунг Вестфольда (900—927).
- Ситрик Слепой, король Дублина (917—921) и король Йорка (921—927)[6].